# Старое Ильдеряково
Старое Ильдеряково (тат. Иске Илтерәк, чув. Кивĕ Илтерек) — село в Аксубаевском районе Республики Татарстан.

## География
Расположено в месте впадения реки Уишь в Малую Сульчу, в 6-7 км к северо-востоку от посёлка Аксубаево. К востоку от села расположено село Новое Ильдеряково.

## История
Основано в 1703 году. В 2007 году была проложена асфальтовая дорога до кладбища. У чувашей Аксубаевского района сохранилась легенда о трёх братьях: Акспае, Ильдереке и Ендрусе, основавших селения Аксубаево, Ильдеряково и Енорускино. Село известно в районе своими спортсменами.

## Население
Основное население — чуваши (низовые чуваши — анатри). Также имеются русские.